# Niedźwiadna
Niedźwiadna – wieś w Polsce położona w województwie podlaskim, w powiecie grajewskim, w gminie Szczuczyn.

## Historia
Po raz pierwszy miejscowości została wspomniana jako Miedźwiada w 1426 roku. Wzmianki o fundacji drewnianego kościoła pochodzą z ok. 1450 r. Prywatna wieś szlachecka położona była w drugiej połowie XVI wieku w powiecie wąsoskim ziemi wiskiej województwa mazowieckiego. Po powstaniu listopadowym dobra obejmujące dwie piąte wsi, należące do Truszkowskiego, wyceniane na 6595 złotych polskich i 10 groszy, skonfiskowały władze zaborcze. 
W okresie międzywojennym w miejscowości stacjonowała placówka Straży Celnej „Niedźwiadna” a następnie placówka Straży Granicznej I linii „Niedźwiadna”.
W latach 1954–1961 wieś należała i była siedzibą władz gromady Niedźwiadna, po jej zniesieniu w gromadzie Szczuczyn. W latach 1975–1998 miejscowość administracyjnie należała do województwa łomżyńskiego.
Urodził się tu Leon Suchorzewski (ur. 14 września 1894, zm. 17 października 1970 w Warszawie) – burmistrz Włodzimierza Wołyńskiego, poseł na Sejm IV kadencji (1935–1938) w II Rzeczypospolitej.

## Zabytki
- Kościół św. Stanisława w stylu gotyckim z 1551 roku, którą to datę na stropie odnalazł w 1693 roku wizytator[11]. W wizytacji z 1719 r. napisano, że kościół niedawnymi czasy reperowany y dachówką pokryty, pułap nowy y chór nowy. W 1708 r. nadbudowano korony murów i gzymsu[11]. Przed 1781 rokiem dobudowano kruchtę. W roku 1896 i po 1916 r. przeprowadzono restauracje. Wyposażenie wnętrza jest barokowe. Kościół jest siedzibą parafii św. Stanisława Biskupa i Męczennika. W strukturze kościoła rzymskokatolickiego parafia należy do metropolii białostockiej, diecezji łomżyńskiej, dekanatu Szczuczyn.
- Dwór szlachecki

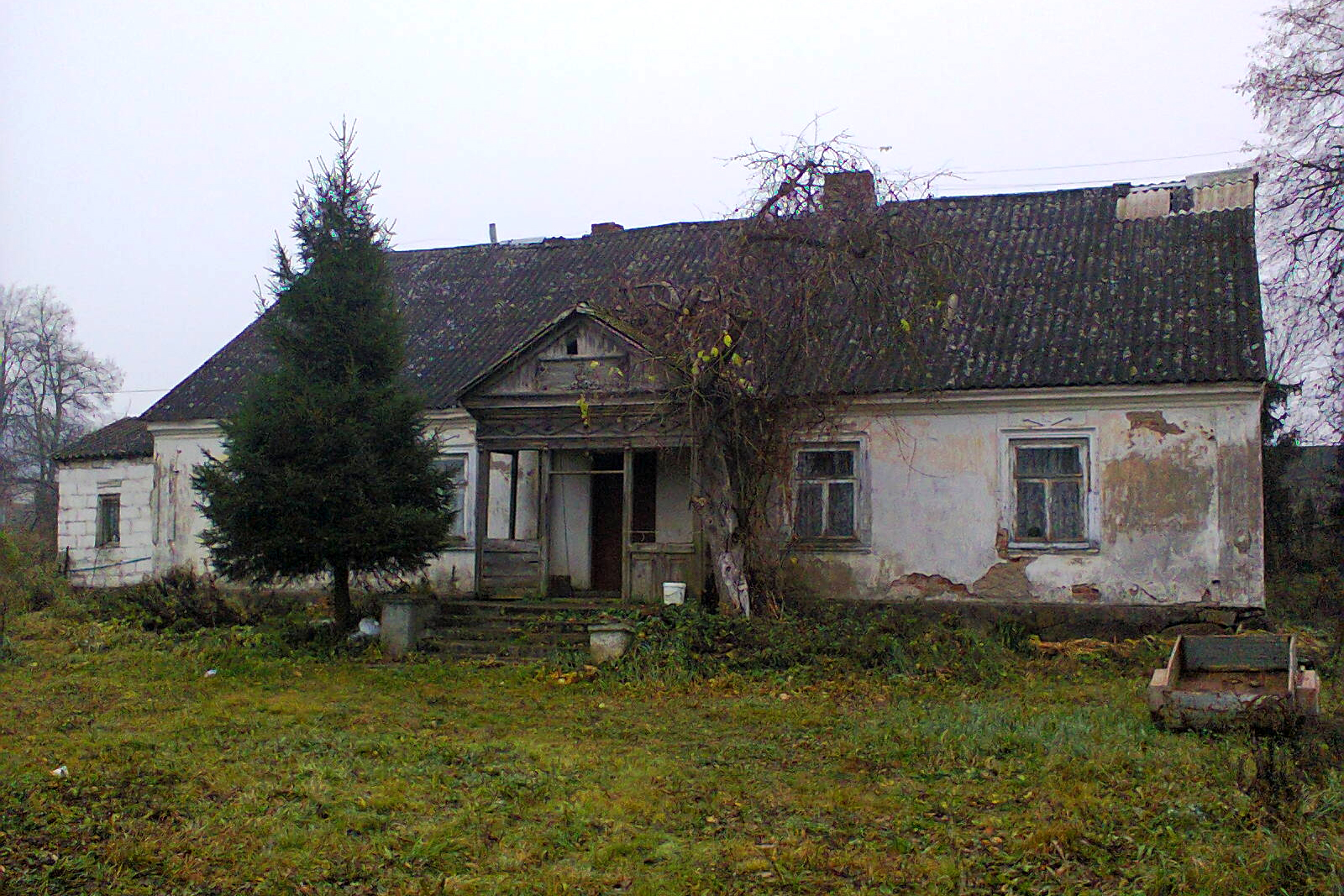
Dwór w Niedźwiadnej
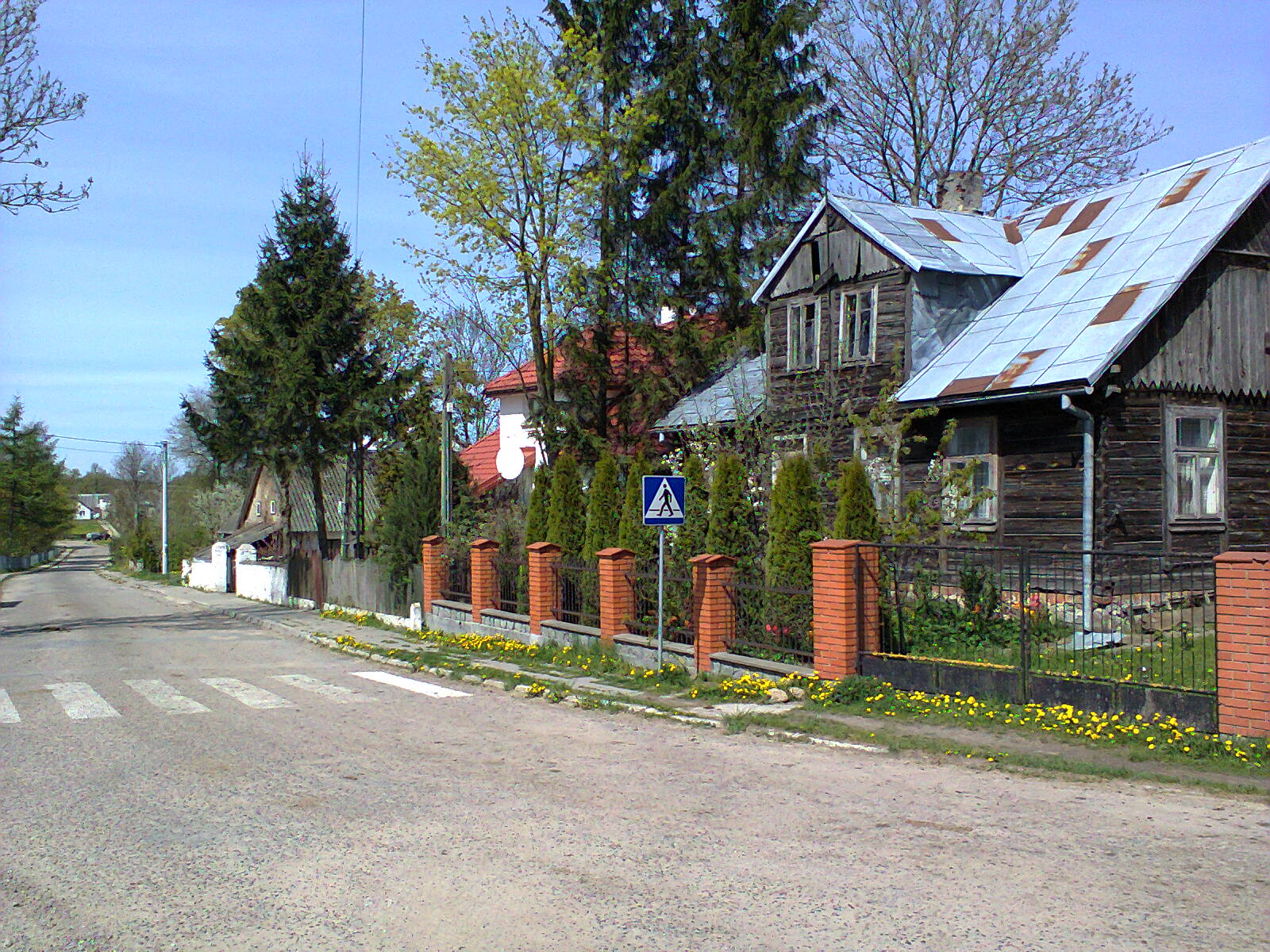
Niedźwiadna